# Tâm Tâm xã
Tâm Tâm xã (chữ Hán: 心心社) còn gọi là Tân Việt Thanh niên Đoàn (新越青年團) là một tổ chức cách mạng của nhóm thanh niên Việt Nam yêu nước trong những năm 20 thế kỉ 20.

## Thành lập
Năm 1923, tại Quảng Châu, Trung Quốc do bất đồng với tư tưởng bảo thủ của các nhân vật lớn tuổi trong Việt Nam Quang phục Hội, Lê Hồng Phong, Hồ Tùng Mậu, Lê Hồng Sơn, Phạm Hồng Thái, Lâm Đức Thụ... đã thành lập Tâm Tâm Xã với tôn chỉ: "Liên hiệp những người có tri thức trong toàn dân Việt Nam, không phân biệt ranh giới, đảng phái; miễn là có quyết tâm hi sinh tất cả tư ý và quyền lợi cá nhân, đem hết sức mình tiến hành mọi việc để khôi phục quyền làm người của người Việt Nam".

## Hoạt động
Để thức tỉnh đồng bào trong nước và gây thanh thế, ngày 19 tháng 6 năm 1924, một thành viên của Tâm Tâm Xã là Phạm Hồng Thái đã thực hiện việc mưu sát toàn quyền Đông Dương Merlin tại khách sạn Victoria, Quảng Châu, Trung Quốc. Cuộc mưu sát không thành Merlin chỉ bị thương nhẹ, Phạm Hồng Thái hy sinh. Sự kiện này gây chấn động và làm bừng tỉnh lòng tự hào dân tộc của nhiều người Việt Nam.
Tháng 11 năm 1924, Nguyễn Ái Quốc đến Quảng Châu và thuyết phục được những thành viên ưu tú của Tâm Tâm Xã tham gia thành lập và trở thành hạt nhân của Việt Nam Thanh niên Cách mạng Đồng chí Hội (tiền thân của Đảng Cộng sản Việt Nam). Năm 1925, Tâm Tâm Xã tự giải tán.

## Nhận định
Nhận xét về Tâm Tâm Xã, Quốc tế Cộng sản cho rằng: "Đây là nhóm đầu tiên, do đó mà tương lai có nhóm Cộng sản Đông Dương xuất hiện".